# Monetnica korzeniasta
Monetnica korzeniasta (Rhodocollybia fodiens (Kalchbr.) Antonín & Noordel.) – gatunek grzybów należący do rodziny Omphalotaceae.

## Systematyka i nazewnictwo
Pozycja w klasyfikacji według Index Fungorum: Rhodocollybia, Omphalotaceae, Agaricales, Agaricomycetidae, Agaricomycetes, Agaricomycotina, Basidiomycota, Fungi.
Po raz pierwszy opisał go w 1877 roku Károly Kalchbrenner, nadając mu nazwę Agaricus fodiens. W 1977 r. Vladimír Antonín i Machiel Evert Noordeloos przenieśli go do rodzaju Rhodocollybia. Synonimy:
- Agaricus fodiens Kalchbr. 1877
- Agaricus fodiens f. incarnatospermus Britzelm. 1896
- Collybia fodiens (Kalchbr.) Sacc. 1887[2].

Nazwę polską zaproponował Władysław Wojewoda w 2003 r.

## Morfologia
Kapelusz
O średnicy 3,8–12 cm, u młodych okazów stożkowaty, u starszych płaskowypukły, w końcu prawie płaski, często z niskim, szerokim garbem. Brzeg kapelusza długo podwinięty, dopiero u starych okazów prosty. Nie jest higrofaniczny. Skórka kapelusza gładka, lekko kleista pod wpływem wilgoci, matowa, ku środkowi jasnopomarańczowa do szaropomarańczowej, środek karmelowy do cynamonowobrązowego, niezbyt czerwony. Młode, świeże owocniki z ciemniejszymi, wodnistymi plamami w kierunku brzegu.
Blaszki
O szerokości 4–8 mm w wieku dorosłym, gęste, L = 70±100, l = 3±7, żółtawe. Krawędzie nieregularnie ząbkowane tej samej barwy.
Trzon
Wysokość 4–9 cm (łącznie z korzeniowatą podstawą, w tym długość podstawy 1,5–5 cm), średnica 0,7–2,5 cm, walcowaty, lub z nieco pogrubioną podstawą, wewnątrz pusty. Powierzchnia aksamitna, wyraźnie wzdłużnie prążkowana, biała, u nasady przechodzącą w czerwonobrązową.
Miąższ
Elastyczny, mocny, o niewyraźnym przyjemnym zapachu, żółtawo-biały do pomarańczowo-białego. Smak początkowo łagodny, po chwili lekko gorzki.
Cechy mikroskopowe
Bazydiospory średnio 6,9–3,8 µm, Q = 1,6 ± 2, śr. Q = 1,8, elipsoidalne do podłużnych, czasami prawie łezkowate, w odczynniku Melzera niedekstrynoidalne i cienkościenne lub dekstrynoidalne o ściankach słabo pogrubionych, gładkie. Podstawki 4-zarodnikowe. Cheilocystydy 16–55 × 2,5–7,5 µm, nieregularne, cylindryczne, maczugowate lub główkowate, często z cieńszymi, nieregularnymi wyrostkami wierzchołkowymi, rzadko także wyraźnie rozgałęzione

## Występowanie i siedlisko
Podano stanowiska w Europie i azjatyckiej części Rosji. W Polsce W. Wojewoda w 2003 r. przytoczył tylko jedno stanowisko, w 2015 r. podano następne. Gatunek znajduje się na Czerwonej liście roślin i grzybów Polski. Ma status E – gatunek wymierający, którego przeżycie jest mało prawdopodobne, jeśli nadal będą działać czynniki zagrożenia.